# Tournoi des Cinq Nations 1970
Navigation
Tournoi 1969 Tournoi 1971
Le Tournoi des Cinq Nations 1970, qui a lieu du 10 janvier au 18 avril 1970, voit la victoire de la France, ex æquo avec le pays de Galles, la nation la plus brillante de la décennie qui s'ouvre.

## Classement
Légende :

J matches joués, V victoires, N matches nuls, D défaites
PP points pour, PC points contre, Δ différence de points PP-PC
Pts points de classement(2 points pour une victoire, 1 point en cas de match nul, rien pour une défaite)
T Tenant du titre 1969.
| Rang | Nations            | J | V | N | D | PP | PC | Δ   | Pts |
| ---- | ------------------ | - | - | - | - | -- | -- | --- | --- |
| 1    | France             | 4 | 3 | 0 | 1 | 60 | 33 | +27 | 6   |
| 1    | Pays de Galles (T) | 4 | 3 | 0 | 1 | 46 | 42 | +4  | 6   |
| 3    | Irlande            | 4 | 2 | 0 | 2 | 33 | 28 | +5  | 4   |
| 4    | Écosse             | 4 | 1 | 0 | 3 | 43 | 50 | -7  | 2   |
| 4    | Angleterre         | 4 | 1 | 0 | 3 | 40 | 69 | -29 | 2   |

- Les meilleurs attaque et différence de points échoient aux Français, tandis que les Irlandais ont la meilleure défense.
- Les Anglais, derniers avec les Écossais, ont la pire différence de points.

## Résultats
Les matches se jouent le samedi sur neuf dates :
| Édimbourg, 10 janvier 1970 | Écosse         | 09 - 11 | France         |
| Colombes, 24 janvier 1970  | France         | 08 - 0  | Irlande        |
| Cardiff, 7 février 1970    | Pays de Galles | 18 - 9  | Écosse         |
| Londres, 14 février 1970   | Angleterre     | 09 - 3  | Irlande        |
| Londres, 28 février 1970   | Angleterre     | 13 - 17 | Pays de Galles |
| Dublin, 28 février 1970    | Irlande        | 16 - 11 | Écosse         |
| Dublin, 14 mars 1970       | Irlande        | 14 - 0  | Pays de Galles |
| Édimbourg, 21 mars 1970    | Écosse         | 14 - 5  | Angleterre     |
| Cardiff, 4 avril 1970 1970 | Pays de Galles | 11 - 6  | France         |
| Colombes, 18 avril 1970    | France         | 35 - 13 | Angleterre     |

## Les feuilles de matches
Les feuilles de match des dix rencontres de la compétition sont les suivantes :

### Écosse - France
| 10 janvier 1970 Temps frais et gris. | Écosse Capitaine : Telfer                   | 9 - 11 (6-11) | France Capitaine : Carrère                                         | Murrayfield Bon terrain, légèrement glissant. 40 000 spectateurs Arbitre : G Lamb |
| 10 janvier 1970 Temps frais et gris. | Essai(s) : I Smith Pénalité(s) : 2 W Lauder |               | Essai(s) : 2 Dauga Lux Transformation(s) : Pariès Drop(s) : Pariès | Murrayfield Bon terrain, légèrement glissant. 40 000 spectateurs Arbitre : G Lamb |
| 10 janvier 1970 Temps frais et gris. |                                             |               |                                                                    | Murrayfield Bon terrain, légèrement glissant. 40 000 spectateurs Arbitre : G Lamb |

### France - Irlande
| 24 janvier 1970 Temps gris ; vent favorable à l'Irlande puis à la France. | France Capitaine : Carrère                                       | 8 - 0 (0-0) | Irlande Capitaine : Kiernan | Colombes Pelouse parfaite 35 915 spectateurs Arbitre : R Johnson |
| 24 janvier 1970 Temps gris ; vent favorable à l'Irlande puis à la France. | Essai(s) : Sillières Transformation(s) : Pariès Drop(s) : Pariès |             |                             | Colombes Pelouse parfaite 35 915 spectateurs Arbitre : R Johnson |
| 24 janvier 1970 Temps gris ; vent favorable à l'Irlande puis à la France. |                                                                  |             |                             | Colombes Pelouse parfaite 35 915 spectateurs Arbitre : R Johnson |

### Pays de Galles - Écosse
| 7 février 1970 Temps frais ; vent fort en 1re mi-temps. | Pays de Galles Capitaine : G Edwards                                                               | 18 - 9 (5-9) | Écosse Capitaine : Telfer                                           | Arms Park Pelouse pelée, terrain meuble. 40 000 spectateurs Arbitre : D D'Arcy |
| 7 février 1970 Temps frais ; vent fort en 1re mi-temps. | Essai(s) : 4 L Daniel, D Llewellyn, S Dawes, WD Morris Transformation(s) : 3/4 L Daniel, G Edwards |              | Essai(s) : I Robertson Pénalité(s) : W Lauder Drop(s) : I Robertson | Arms Park Pelouse pelée, terrain meuble. 40 000 spectateurs Arbitre : D D'Arcy |
| 7 février 1970 Temps frais ; vent fort en 1re mi-temps. | |              |                                                                     | Arms Park Pelouse pelée, terrain meuble. 40 000 spectateurs Arbitre : D D'Arcy |

### Angleterre - Irlande
| 14 février 1970 Temps froid et couvert, avec belles éclaircies. | Angleterre Capitaine : Hiller              | 9 - 3 (0-3) | Irlande Capitaine : Kiernan | Twickenham Pelouse un peu grasse. 65 000 spectateurs Arbitre : A Lewis |
| 14 février 1970 Temps froid et couvert, avec belles éclaircies. | Essai(s) : I Shackleton Drop(s) : 2 Hiller |             | Pénalité(s) : Kiernan       | Twickenham Pelouse un peu grasse. 65 000 spectateurs Arbitre : A Lewis |
| 14 février 1970 Temps froid et couvert, avec belles éclaircies. |                                            |             |                             | Twickenham Pelouse un peu grasse. 65 000 spectateurs Arbitre : A Lewis |

### Angleterre - pays de Galles
| 28 février 1970 Beau temps frais. | Angleterre Capitaine : Hiller                                                       | 13 - 17 (13-3) | Pays de Galles Capitaine : G Edwards                                                                          | Twickenham Excellent terrain 70 000 spectateurs Arbitre : R Calmet puis J Johnson |
| 28 février 1970 Beau temps frais. | Essai(s) : 2 D Duckham, M Novak Transformation(s) : 2/2 Hiller Pénalité(s) : Hiller |                | Essai(s) : 4 TM Davies, B John, JPR Williams, R Hopkins Transformation(s) : 1/4 JPR Williams Drop(s) : B John | Twickenham Excellent terrain 70 000 spectateurs Arbitre : R Calmet puis J Johnson |
| 28 février 1970 Beau temps frais. |                                                                                     |                | | Twickenham Excellent terrain 70 000 spectateurs Arbitre : R Calmet puis J Johnson |

### Irlande - Écosse
| 28 février 1970 Beau temps | Irlande Capitaine : Kiernan                                                         | 16 - 11 (13-3) | Écosse Capitaine : Telfer                                                            | Lansdowne Road, Dublin Terrain parfait 40 000 spectateurs Arbitre : C Durand |
| 28 février 1970 Beau temps | Essai(s) : 4 M Molloy, K Goodall, M Gibson, W Brown Transformation(s) : 2/4 Kiernan |                | Essai(s) : 2 W Lauder, M Smith Transformation(s) : 1/2 I Smith Drop(s) : I Robertson | Lansdowne Road, Dublin Terrain parfait 40 000 spectateurs Arbitre : C Durand |
| 28 février 1970 Beau temps |                                                                                     |                |                                                                                      | Lansdowne Road, Dublin Terrain parfait 40 000 spectateurs Arbitre : C Durand |

### Irlande - pays de Galles
| 14 mars 1970 Soleil en 1re mi-temps ; température printanière. | Irlande Capitaine : Kiernan                                                                               | 14 - 0 (0-0) | Pays de Galles Capitaine : G Edwards | Lansdowne Road Pelouse parfaite 40 000 spectateurs Arbitre : G Lamb |
| 14 mars 1970 Soleil en 1re mi-temps ; température printanière. | Essai(s) : 2 A Duggan, K Goodall Transformation(s) : 1/2 Kiernan Pénalité(s) : 2 Kiernan Drop(s) : McGann |              |                                      | Lansdowne Road Pelouse parfaite 40 000 spectateurs Arbitre : G Lamb |
| 14 mars 1970 Soleil en 1re mi-temps ; température printanière. | |              |                                      | Lansdowne Road Pelouse parfaite 40 000 spectateurs Arbitre : G Lamb |

### Écosse - Angleterre
| 21 mars 1970 Temps couvert et frais. | Écosse Capitaine : F Laidlaw                                                        | 14 - 5 (6-0) | Angleterre Capitaine : Hiller                   | Murrayfield Terrain admirable 50 000 spectateurs Arbitre : M Joseph |
| 21 mars 1970 Temps couvert et frais. | Essai(s) : 2 A Biggar, J Turner Transformation(s) : P Brown Pénalité(s) : 2 P Brown |              | Essai(s) : J Spencer Transformation(s) : Hiller | Murrayfield Terrain admirable 50 000 spectateurs Arbitre : M Joseph |
| 21 mars 1970 Temps couvert et frais. |                                                                                     |              |                                                 | Murrayfield Terrain admirable 50 000 spectateurs Arbitre : M Joseph |

### Pays de Galles - France
| 4 avril 1970 Temps variable ; averse en 1re mi-temps. | Pays de Galles Capitaine : Dawes                                                 | 11 - 6 | France Capitaine : Carrère  | Arms Park Terrain souple 52 000 spectateurs Arbitre : K Kelleher |
| 4 avril 1970 Temps variable ; averse en 1re mi-temps. | Essai(s) : 2 WD Morris Transformation(s) : J Williams Pénalité(s) : 2 J Williams |        | Essai(s) : 2 Bonal, Cantoni | Arms Park Terrain souple 52 000 spectateurs Arbitre : K Kelleher |
| 4 avril 1970 Temps variable ; averse en 1re mi-temps. |                                                                                  |        |                             | Arms Park Terrain souple 52 000 spectateurs Arbitre : K Kelleher |

### France - Angleterre
| 18 avril 1970 Beau temps ensoleillé un peu chaud ; vent irrégulier. | France Capitaine : Carrère | 35 - 13 (14-0) | Angleterre Capitaine : B Taylor                                                      | Stade de Colombes Terrain parfait 34 079 spectateurs Arbitre : K Jones |
| 18 avril 1970 Beau temps ensoleillé un peu chaud ; vent irrégulier. | Essai(s) : 6 Bourgarel, Lux Trillo, Dauga, Bonal, JL Bérot Transformation(s) : 4/6 Villepreux Pénalité(s) : Villepreux Drop(s) : 2 JL Bérot, Villepreux |                | Essai(s) : 2 B Taylor, J Spencer Transformation(s) : 2/2 Jorden Pénalité(s) : Jorden | Stade de Colombes Terrain parfait 34 079 spectateurs Arbitre : K Jones |
| 18 avril 1970 Beau temps ensoleillé un peu chaud ; vent irrégulier. | |                |                                                                                      | Stade de Colombes Terrain parfait 34 079 spectateurs Arbitre : K Jones |

## Composition des équipes victorieuses
Voir l'article
La France dans le Tournoi des Cinq Nations 1970